# الحمرة (القريشية)

تعديل مصدري - تعديل

الحمرة هي إحدى قرى عزلة قيفه آل محن يزيد بمديرية القريشية التابعة لمحافظة البيضاء، بلغ تعداد سكانها 445 نسمة حسب تعداد اليمن لعام 2004.